# Dennis Șerban
Dennis Șerban (Bucarest, Rumanía, 5 de enero de 1976) es un exfutbolista rumano, actualmente ejerce de entrenador. Conocido por su amplia trayectoria en clubes de España.

## Clubes
| Club                 | País    | Año         |
| -------------------- | ------- | ----------- |
| FC Farul Constanța   | Rumanía | 1993 - 1994 |
| CS Portul Constanța  | Rumanía | 1994 - 1995 |
| Steaua de Bucarest   | Rumanía | 1995 - 1998 |
| Valencia CF          | España  | 1998 - 1999 |
| Villarreal CF        | España  | 1999 - 2000 |
| Elche CF             | España  | 2000 - 2001 |
| Rapid de Bucarest    | Rumanía | 2001 - 2002 |
| Córdoba CF           | España  | 2002 - 2003 |
| Polideportivo Ejido  | España  | 2003        |
| FC Petrolul Ploiești | Rumanía | 2004        |
| Dinamo de Bucarest   | Rumanía | 2004        |
| AE Larissa           | Grecia  | 2005 - 2006 |
| Dinamo de Bucarest   | Rumanía | 2007        |

- Datos: Q3023235